# Женская сборная России по мини-футболу
Женская национальная сборная России по футзалу — команда, представляющая Россию на международных соревнованиях по футзалу. Управляется Российским футбольным союзом — главным руководящим футбольным органом страны, который является членом ФИФА с 1912 года, УЕФА — с 1954 года.

## История

### 1994—2009
В 90-е года XX века речь о международных женских турнирах в мини-футболе (по-другому – футзале по версии ФИФА) не заходила. Как обычно, сначала отстраивался мужской международный календарь и до официальных соревнований женских сборных руки не доходили. Тем не менее, Ассоциация женского мини-футбола России, в ведении которой до 2009 года находилась дисциплина, пыталась организовывать сборы для лучших футзалисток России. Летом 1994 года в рамках культурной программы Игр Доброй Воли в Санкт-Петербурге прошел небольшой показательный турнир с участием сборной России, санкт-петербургской «Балтики» и белорусского коллектива «Минчанка». Сборная России, которой руководил тренер волгоградского «Контур-Юниора» Юрий Куканов, стала победителем турнира, обыграв хозяек 6:0 (Соловьева, Гурова, Чурюмова, Бородина, Морозова, Суслова) и «Минчанку» 2:1 (Бородина-2).
Со второй половины 90-х годов стало активно лоббироваться включение футзала  (ФИФА) в программу летних Олимпийских игр. Заметную роль в этом процессе неожиданно стала играть Австралия, где должны были пройти Игры 2000 года. Австралийцы заявили о своем желании в преддверии своей домашней Олимпиады провести экспериментальный чемпионат мира по футзалу (ФИФА) среди женщин. Этим планам по неизвестным причинам не суждено было сбыться. Тем не менее, с прицелом на будущий Мундиаль, женская сборная России по мини-футболу продолжала проводить учебно-тренировочные сборы и контрольные игры с российскими клубами. В 1995-1997 годах сборная России под руководством Николая Севостьянова и Александра Гребнева на базе московского Института молодежи в Выхино провела ряд встреч: с подмосковной «Надеждой» 7:6 (Чурюмова-3, Ипполитова-3, Бородина), с московским «Чертаново» 5:5 (Шило-3, Суслова-2) и 6:3 (Шило-4, Суслова-2), фрязинским «Спорт-истоком» 6:2 (Бородина-2, Суслова-2, Косолапова, Витовтова), подмосковным «Орленком» 4:4 (Шишкова-2, Диденко, Терешкина).
В этих встречах за сборную России выступали: вратари – Татьяна Ненашева («Контур-Юниор»), Анна Гневышева («Аврора», в будущем – судья ФИФА), Алевтина Аношина («Волжанка» Саратов), Ольга Беляева («Чертаново»), полевые игроки – Елена Перехожева, Наталья Харланова, Елена Чурюмова, Павлина Бородина, Оксана Салова (все – «Контур-Юниор»), Лариса Соловьева, Екатерина Шишкова, Майя Хуцишвили, Наталья Титкова (все – «Спорт-исток»), Ирина Лагунова, Екатерина Попова, Анастасия Пустовойтова (в будущем – судья ФИФА), Олеся Диденко, Евгения Терешкина (все – «Чертаново»), Елена Черноусова, Виктория Гуревич, Лариса Абушаева (все – «Волжанка»), Наталья Воронина, Наталья Пушкина, Светлана Хватова (все – «Аврора»), Ольга Витовтова («Алектан»), Юлия Семина, Надежда Ипполитова, Юлия Сысоева (все – «Надежда»), Светлана Великанова, Алла Давыдчева (обе – «Балтика» Санкт-Петербург), Елена Гурова, Ирина Шило (обе – «Орленок»), Елена Суслова («Влада» Владимир), Ирина Клименко («Глория» Химки), Марина Новикова («Снежана»).
И все-таки законодатели мод в европейском мини-футболе – испанцы потихоньку пытались устранить гендерное неравенство. Осенью 1997 года Ассоциация женского мини-футбола России получила приглашение на «Турнир 4-х» в Эльче. Отправить сборную планировалось под руководством экс-тренера столичного «Минкаса» Бориса Бурлакова, возглавившего перспективную московскую команду «Нику». Однако в силу форс-мажорных обстоятельств (просроченный загранпаспорт) опытный наставник провел только учебно-тренировочный сбор, в ходе которого россиянки обыграли «Диану» 9:0 (Чурюмова-3, Суслова-2, Мокшанова-2, Диденко, Бикейкина) и «Чертаново» 12:1 (Бородина-4, Чурюмова-2, Бикейкина-2, Мокшанова-2, Диденко, Суслова). Сборная в Эльче из-за перманентных финансовых проблем полетела, имея всего восемь человек в составе. Из них одна – Наталья Шляпина (Мокшанова), известная впоследствии по выступлениям за футбольную «Россиянку», находилась на тот момент в достаточно юном возрасте, выйдя на площадку всего на пару секунд. Нужно отметить в этой ситуации роль капитана сборной – опытнейшей  Татьяны Бикейкиной, оставившей заметный след, как в большом футболе, так и в мини-футболе.
Даже в такой ситуации россиянки в первой же своей игре сотворили настоящую сенсацию, обыграв сборную Португалии со счетом 3:2 (Бикейкина, Суслова, Чурюмова). В следующей игре с хозяйками на протяжении трех четвертей матча сборная России играла абсолютно на равных. Лишь отчаянно пытаясь отыграться, забыв о защите, российские футзалистки пропустили подряд три мяча – 2:6 (Суслова, Диденко). Обидное поражение на последних минутах от украинок, которые имели в то время более отлаженную систему женского мини-футбола у себя в стране, 2:3 (Бикейкина, Бородина) оставили уставших, вконец, отважных россиянок на третьем месте.
Матч в Эльче так и остался единственной встречей сборных Украины и России на долгие годы. Получив в играх с испанками и португалками изрядную трепку, сборная Украина предпочитала дальше обходить стороной такие турниры. Зато сборная России, несмотря на скудные финансовые возможности, продолжала находить варианты встреч с грандами. Размявшись на подмосковной «Надежде» 15:1 из Красноармейска (Бородина-4, Бикейкина-3, Федченко-2, Иваницкая-2, Чурюмова-2, Диденко, Михайлова) команда Юрия Куканова в декабре 1998 года, прилетев в испанскую Сеговию, в очередной раз удивила местную публику. Увы, после героической ничьи с хозяйками 3:3 (Бородина, Чурюмова, Михайлова) традиционно «усеченный» выездной состав россиянок вчистую уступил португалкам 0:4. Недосчитавшись третьей сборной, хозяева дали возможность России в последний день сыграть с местной командой. Наверняка, пожалели, поскольку российская команда отправила в сетку соперниц двенадцать безответных мячей (Федченко-3, Иваницкая-2, Бикейкина-2, Диденко-2, Бородина, Чурюмова, Михайлова). В этом созыве в сборную России влились вратарь  Светлана Кержковская, полевые игроки –  Галина Федченко, Анна Михайлова (все – «Аврора»),  Татьяна Иваницкая («Рокада»).
Настало время россиянкам принимать соперниц. Сборные Португалии, Украины и Австралии отказались лететь в Москву, удобно сославшись на финансовые проблемы. Положение в феврале 1999 года спасла минская «Эдель», заявившаяся как молодежная сборная Беларуси. Игровые ресурсы Ассоциации женского мини-футбола в то время были достаточны, чтобы на домашнем турнире выставить вторую, молодежную сборную. Сборная России на турнире в столичном комплексе Государственного университета управления последовательно обыграла свою молодежку 6:1 (Федченко-3, Чурюмова, Воронина, Бородина), их белорусских сверстниц 15:0 (Иваницкая, Федченко – по 3, Бикейкина, А.Пакштайтис, Бородина – по 2, Чурюмова, Суслова, Воронина). Решающий матч абсолютно равных соперниц – россиянок и испанок завершился боевой ничьей 1:1. После гола Павлины Бородиной испанки сумели быстро сквитать счет и по лучшей разнице забитых и пропущенных мячей стать победительницами. На этом турнире за первую сборную России дебютировали опытнейший капитан «Авроры» Наталья Воронина и одна из сестер Пакштайтис – Алла («Влада»).
Весной 2000 года сборная Юрия Куканова совершила очередной героический бросок на Пиренеи. Практически в оптимальном составе сборная России из-за отсутствия нормального финансирования выступала лишь раз – на своей площадке в Москве. В Назаре (Португалия)  россиянки, продержавшись весь первый тайм, уступили испанкам 2:5 (Чурюмова, Бородина) и португалкам 1:3 (Хватова). Последней была традиционная победа над молодежкой хозяек 5:4 (Бородина-2, Иваницкая, Хватова, Федченко).
Ворох организационных проблем, невнимание к развитию женского мини-футбола в стране до конца нулевых годов привели к тому, что ведущие клубы, в первую очередь – волгоградская «Рокада» (прежние названия – «Контур-Юниор», «Локомотив») и питерская «Аврора» перешли под эгиду Федерации футзала России. Единственная попытка после этого весной 2004 года послать в Португалию сильно экспериментальный состав обернулась полным фиаско – 1:17 от Португалии и 1:16 от Испании.

### 2010—н.в.
В октябре 2009 года национальная женская сборная России перешла под управление Российского футбольного союза, в результате чего смогла официально принимать участие в турнирах под эгидой ФИФА и УЕФА. Это время принято считать за официальное создание сборной. Команду возглавил опытный специалист Евгений Кузьмин. Дебют наставника пришелся на товарищеский матч против «Чертаново», в котором россиянки победили со счетом 4:3.
С этого момента национальная женская сборная России стала участником всех крупных международных соревнований. Сборная России выступила на шести неофициальных Чемпионатах мира и девять раз становилась хозяйкой Международного турнира ко Дню Победы в Москве.
Громкий успех сопутствовал россиянкам в декабре 2016 года. Получив приглашение на I Международный турнир «Четырёх наций» в Испании, сборная России обыграла сборные Испании, Португалии и Италии, завоевав золотые медали.
В рамках первого в истории официального женского Чемпионата Европы по футзалу, сборная России успешно преодолела квалификационный барьер и вышла в «Финал четырёх». Уступив в полуфинале Испании со счётом 0:5, в матче за 3-е место россиянки оказались сильнее сборной Украины (основное время 2:2, по пенальти 2:1), завоевав бронзовые медали.
31 декабря 2022 года у Евгения Кузьмина истёк контракт с Российским футбольным союзом. Новым старшим тренером сборной был назначен Михаил Крюков. В дебютном товарищеском матче тренера была побеждена национальная женская сборная Сербии со счётом 5:2.
В марте 2023 года сборная России под руководством нового наставника приняла участие в I Международных играх среди женщин «Навруз» в Иране, в которых стала победителем.

## Турнирные достижения

### Неофициальные Чемпионаты мира
| Год   | Раунд турнира | Матчи | Победы | Ничьи | Поражения | Забито | Пропущено |
| ----- | ------------- | ----- | ------ | ----- | --------- | ------ | --------- |
| 2010  | 3-е место     | 4     | 2      | 0     | 2         | 4      | 8         |
| 2011  | 4-е место     | 5     | 2      | 0     | 3         | 6      | 14        |
| 2012  | 4-е место     | 6     | 3      | 0     | 3         | 18     | 7         |
| 2013  | 3-е место     | 6     | 3      | 2     | 1         | 25     | 10        |
| 2014  | 7-е место     | 3     | 0      | 0     | 3         | 3      | 10        |
| 2015  | 2-е место     | 5     | 3      | 1     | 1         | 13     | 5         |
| Итого | 6/6           | 29    | 13     | 3     | 13        | 69     | 54        |

### Чемпионат Европы
| Год   | Раунд турнира | Матчи | Победы | Ничьи | Поражения | Забито | Пропущено |
| ----- | ------------- | ----- | ------ | ----- | --------- | ------ | --------- |
| 2019  | 3-е место     | 2     | 1      | 0     | 1         | 2      | 5         |
| 2022  | Исключена     | -     | -      | -     | -         | -      | -         |
| 2023  | Исключена     | -     | -      | -     | -         | -      | -         |
| Итого | 1/3           | 2     | 1      | 0     | 1         | 2      | 5         |

### Международные турниры
| Год   | Турнир                               | Раунд турнира | Матчи | Победы | Ничьи | Поражения | Забито | Пропущено |
| ----- | ------------------------------------ | ------------- | ----- | ------ | ----- | --------- | ------ | --------- |
| 2010  | Международный турнир «9 мая»         | 2-е место     | 3     | 2      | 0     | 1         | 8      | 4         |
| 2011  | Международный турнир «9 мая»         | 2-е место     | 3     | 1      | 2     | 0         | 5      | 3         |
| 2012  | Международный турнир «9 мая»         | 2-е место     | 3     | 2      | 0     | 1         | 8      | 4         |
| 2013  | Международный турнир «9 мая»         | 1-е место     | 3     | 0      | 0     | 0         | 13     | 1         |
| 2014  | Международный турнир «9 мая»         | 2-е место     | 3     | 2      | 0     | 1         | 5      | 4         |
| 2015  | Международный турнир «9 мая»         | 2-е место     | 3     | 2      | 0     | 1         | 5      | 4         |
| 2016  | Международный турнир «9 мая»         | 2-е место     | 3     | 2      | 0     | 1         | 15     | 7         |
| 2016  | Международный турнир «Четырёх наций» | 1-е место     | 3     | 3      | 0     | 0         | 8      | 4         |
| 2017  | Международный турнир «9 мая»         | 2-е место     | 3     | 2      | 0     | 1         | 16     | 4         |
| 2017  | Международный турнир «Четырёх наций» | 2-е место     | 3     | 1      | 1     | 1         | 6      | 3         |
| 2018  | Международный турнир «9 мая»         | 2-е место     | 3     | 2      | 0     | 1         | 6      | 3         |
| 2019  | Международный турнир «9 мая»         | 3-е место     | 3     | 1      | 0     | 2         | 3      | 3         |
| 2023  | Международный турнир «Навруз»        | 1-е место     | 2     | 2      | 0     | 0         | 7      | 1         |
| Итого |                                      | 13/13         | 35    | 22     | 3     | 10        | 105    | 45        |

## Последние игры
| Дата               | Арена                                  | Соперник       | Счёт | Статус матча | Игроки, забившие мяч за Россию                                    |
| ------------------ | -------------------------------------- | -------------- | ---- | ------------ | ----------------------------------------------------------------- |
| 21 февраля 2022 г. | Олимпийская база, Тегеран (г)          | Иран           | 5:1  | ТМ           | Самойлова М., Олькова, Садакова, Лебедева, Самородова             |
| 23 февраля 2022 г. | Олимпийская база, Тегеран (г)          | Иран           | 1:0  | ТМ           | Завьялова                                                         |
| 8 октября 2022 г.  | УСА «Аквариум», Красногорск (д)        | ЖФК МосПолитех | 5:5  | ТМ           | Алемайкина, Самойлова Ек., Самойлова М., Пацекина                 |
| 13 января 2023 г.  | Спортивный центр ФСС, Стара Пазова (г) | Сербия         | 5:2  | ТМ           | Самойлова Ек., Самойлова М., Пацекина, Синцова (2)                |
| 14 января 2023 г.  | Спортивный центр ФСС, Стара Пазова (г) | Сербия         | 5:1  | ТМ           | Самойлова М., Хавич, Рожкова, Пирогова                            |
| 20 февраля 2023 г. | УСА «Аквариум», Красногорск (д)        | ЖФК МосПолитех | 5:2  | ТМ           | Алемайкина, Хлебосолова, Самойлова М. (2), Коваленко, Пацекина    |
| 11 марта 2023 г.   | Зал гандбола, Тегеран (г)              | Иран-мол.      | 3:1  | МТ «Навруз»  | Алемайкина, Самойлова Ек., Самойлова М.                           |
| 13 марта 2023 г.   | Зал гандбола, Тегеран (г)              | Иран           | 4:0  | МТ «Навруз»  | Алемайкина, Самойлова Ек. (2), Хлебосолова                        |
| 22 мая 2023 г.     | СК «Юнусабад», Ташкент (г)             | Узбекистан     | 4:1  | ТМ           | Алемайкина, Самойлова М., Дурандина (2)                           |
| 23 мая 2023 г.     | СК «Юнусабад», Ташкент (г)             | Узбекистан     | 7:0  | ТМ           | Алемайкина (2), Самойлова М., Коваленко, Синцова, Енина, Пирогова |

1. ↑  Первым указано число голов, забитых в ворота соперника.

| - д — матч в России (домашний) - г — матч на поле соперника (гостевой) - н — матч на нейтральном поле - ТМ — товарищеский матч - а/г — автогол - МТ «Навруз» — I Международный турнир среди женщин «Навруз» |

## Состав
| №          | Игрок               | Дата рождения              | Клуб       | Матчи (голы) | Дебют за сборную                   |
| Вратари    | Вратари             | Вратари                    | Вратари    | Вратари      | Вратари                            |
| ---------- | ------------------- | -------------------------- | ---------- | ------------ | ---------------------------------- |
| 13         | Анастасия Иванова   | 2 октября 1994 (30 лет)    | Кристалл   | 57 (0)       | против Венгрии 7 мая 2012 г.       |
| 12         | Александра Колесова | 1 июля 2000 (25 лет)       | Норманочка | 4 (0)        | против Словакии 7 сентября 2017 г. |
| 1          | Дарья Картышева     | 8 сентября 2003 (21 год)   | Лагуна-УОР | 2 (0)        | против Узбекистана 22 мая 2023 г.  |
| Защитники  |                     |                            |            |              |                                    |
| 18         | Оксана Алемайкина   | 27 октября 1995 (29 лет)   | Кристалл   | 40 (11)      | против Венгрии 5 февраля 2013 г.   |
| 10         | Екатерина Енина     | 17 августа 2001 (23 года)  | Лагуна-УОР | 11 (4)       | против Венгрии 26 апреля 2019 г.   |
| 22         | Кристина Хавич      | 28 сентября 2000 (24 года) | МосПолитех | 3 (1)        | против Сербии 13 января 2023 г.    |
| 2          | Валерия Хлебосолова | 13 июня 2000 (25 лет)      | Кристалл   | 8 (2)        | против Чехии 18 февраля 2017 г.    |
| Универсалы |                     |                            |            |              |                                    |
| 3          | Евгения Коваленко   | 19 марта 2001 (24 года)    | Кристалл   | 2 (1)        | против Узбекистана 22 мая 2023 г.  |
| 5          | Анастасия Дурандина | 4 сентября 1996 (28 лет)   | Кристалл   | 69 (16)      | против Венгрии 5 февраля 2013 г.   |
| 8          | Наталья Пацекина    | 12 января 1998 (27 лет)    | ОрёлГУ     | 11 (1)       | против Ирана 15 октября 2016 г.    |
| 7          | Елизавета Никитина  | 18 сентября 1997 (27 лет)  | Кристалл   | 64 (14)      | против Ирана 18 ноября 2013 г.     |
| 11         | Екатерина Самойлова | 29 мая 2001 (24 года)      | Норманочка | 13 (3)       | против Словакии 7 сентября 2017 г. |
| Нападающие |                     |                            |            |              |                                    |
| 9          | Мария Самойлова     | 29 мая 2001 (24 года)      | Норманочка | 24 (17)      | против Словакии 7 сентября 2017 г. |
| 17         | Софья Синцова       | 30 августа 2005 (19 лет)   | Кристалл   | 4 (3)        | против Сербии 13 января 2023 г.    |

### Недавние вызовы
Менее года с момента последнего вызова.
| Игрок               | Дата рождения            | Клуб       | Матчи (голы) | Дебют за сборную                   |
| Вратари             | Вратари                  | Вратари    | Вратари      | Вратари                            |
| ------------------- | ------------------------ | ---------- | ------------ | ---------------------------------- |
| Александра Пигуль   | 21 января 2004 (21 год)  | МосПолитех | 0 (0)        |                                    |
| Защитники           |                          |            |              |                                    |
| Анжелика Троегубова | 9 июля 2003 (22 года)    | ВИЗ-Синара | 2 (0)        | против Узбекистана 22 мая 2023 г.  |
| Людмила Рожкова     | 11 августа 2005 (19 лет) | Норманочка | 2 (1)        | против Сербии 13 января 2023 г.    |
| Софья Кухарева      | 23 апреля 2004 (21 год)  | Норманочка | 2 (0)        | против Ирана-мол. 11 марта 2023 г. |
| Универсалы          |                          |            |              |                                    |
| Марина Королёва     | 15 ноября 2005 (19 лет)  | Тюмень     | 2 (0)        | против Ирана-мол. 11 марта 2023 г. |
| Анна Пирогова       | 24 января 2005 (20 лет)  | Кристалл   | 4 (2)        | против Сербии 13 января 2023 г.    |
| Татьяна Гаспарян    | 30 августа 2005 (19 лет) | Кристалл   | 4 (0)        | против Сербии 13 января 2023 г.    |

## Тренерский штаб
| Должность      | Тренер           |
| -------------- | ---------------- |
| Главный тренер | Михаил Крюков    |
| Тренер         | Сергей Абрамов   |
| Менеджер       | Андрей Ткачук    |
| Администратор  | Алексей Фомин    |
| Врач           | Владимир Воронин |
| Массажист      | Виктор Сергеев   |
| Видеооператор  | Артём Федорин    |

## Рекордсмены
По состоянию на 1 июня 2023 года.

### Наибольшее количество матчей
|    | Игрок                 | Дата рождения             | Первый матч                      | Игр | Мячей | Последний матч                       |
| -- | --------------------- | ------------------------- | -------------------------------- | --- | ----- | ------------------------------------ |
| 1  | Александра Самородова | 7 июня 1988 (37 лет)      | против Испании 16 апреля 2010 г. | 110 | 26    | против Ирана 23 февраля 2022 г.      |
| 2  | Маргарита Семёнова    | 27 июня 1989 (36 лет)     | против Испании 16 апреля 2010 г. | 88  | 15    | против Украины 17 февраля 2019 г.    |
| 3  | Татьяна Кулешова      | 25 июля 1987 (37 лет)     | против Ирана 6 мая 2010 г.       | 87  | 16    | против Португалии 10 декабря 2019 г. |
| 4  | Мария Филисова        | 8 марта 1988 (37 лет)     | против Испании 16 апреля 2010 г. | 79  | 25    | против Украины 17 февраля 2019 г.    |
| 5  | Ксения Олькова        | 10 ноября 1993 (31 год)   | против Венгрии 5 февраля 2013 г. | 76  | 17    | действующий игрок                    |
| 6  | Анастасия Дурандина   | 4 сентября 1996 (28 лет)  | против Венгрии 5 февраля 2013 г. | 69  | 16    | действующий игрок                    |
| 6  | Елизавета Никитина    | 18 сентября 1997 (27 лет) | против Ирана 18 ноября 2013 г.   | 64  | 14    | действующий игрок                    |
| 7  | Татьяна Коржова       | 15 ноября 1987 (37 лет)   | против Испании 16 апреля 2010 г. | 63  | 34    | против Украины 17 февраля 2019 г.    |
| 8  | Татьяна Дерипаско     | 19 ноября 1988 (36 лет)   | против Испании 16 апреля 2010 г. | 58  | 17    | против Италии 10 декабря 2017 г.     |
| 9  | Анастасия Иванова     | 2 октября 1994 (30 лет)   | против Венгрии 7 мая 2012 г.     | 57  | 0     | действующий игрок                    |
| 10 | Дина Данилова         | 29 июля 1990 (34 года)    | против Ирана 18 октября 2012 г.  | 54  | 8     | против Беларуси 23 октября 2021 г.   |

### Лучшие бомбардиры
|    | Игрок                 | Дата рождения            | Первый матч                        | Игр | Мячей | Последний матч                    |
| -- | --------------------- | ------------------------ | ---------------------------------- | --- | ----- | --------------------------------- |
| 1  | Татьяна Коржова       | 15 ноября 1987 (37 лет)  | против Испании 16 апреля 2010 г.   | 63  | 34    | против Украины 17 февраля 2019 г. |
| 2  | Александра Самородова | 7 июня 1988 (37 лет)     | против Испании 16 апреля 2010 г.   | 110 | 26    | против Ирана 23 февраля 2022 г.   |
| 3  | Мария Филисова        | 8 марта 1988 (37 лет)    | против Испании 16 апреля 20210 г.  | 79  | 25    | против Украины 17 февраля 2019 г. |
| 4  | Виктория Афанасова    | 7 января 1988 (37 лет)   | против Малайзии 3 декабря 2012 г.  | 26  | 23    | против Италии 11 декабря 2016 г.  |
| 6  | Мария Самойлова       | 29 мая 2001 (24 года)    | против Словакии 7 сентября 2017 г. | 24  | 17    | действующий игрок                 |
| 7  | Ксения Олькова        | 10 ноября 1993 (31 год)  | против Венгрии 5 февраля 2013 г.   | 76  | 17    | действующий игрок                 |
| 8  | Татьяна Дерипаско     | 19 ноября 1988 (36 лет)  | против Испании 16 апреля 2010 г.   | 58  | 17    | против Италии 10 декабря 2017 г.  |
| 9  | Ольга Кузнецова       | 18 июня 1986 (39 лет)    | против Испании 16 апреля 2010 г.   | 47  | 17    | против Испании 9 мая 2015 г.      |
| 10 | Анастасия Дурандина   | 4 сентября 1996 (28 лет) | против Венгрии 5 февраля 2013 г.   | 69  | 16    | действующий игрок                 |

## Главные тренеры
| Период       | Тренер          | Достижения |
| ------------ | --------------- | --- |
| 2009 — 2022  | Евгений Кузьмин | ЧМ-2010: 3-е место; ЧМ-2013: 3-е место; ЧМ-2015: 2-е место; ЧЕ-2019: 3-е место; МТ «Четырёх наций»: 1-е место |
| 2023 — н. в. | Михаил Крюков   | МТ «Навруз»: 1-е место                                                                                        |